# 桃園藝文特區

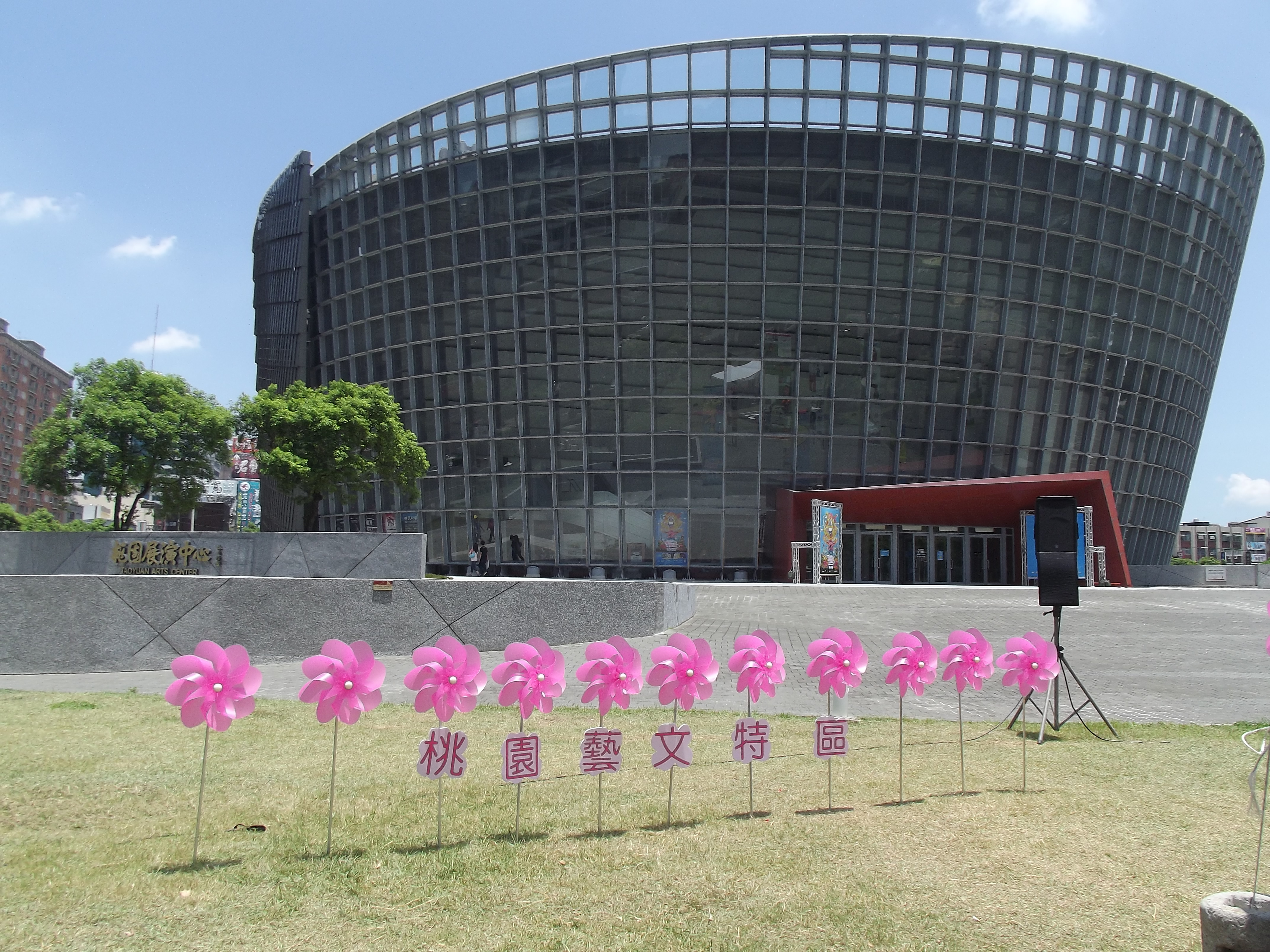
坐落在桃園藝文特區的桃園展演中心，展覽活動主要集中於此。

桃園藝文特區，又稱中正藝文特區、桃園市多功能藝文園區，或逕稱為藝文特區，位於台灣桃園市桃園區埔子次分區，為依據南崁新市鎮都市計畫細部計畫所設置的藝文展演場地。
此地區原為農田，先後曾規劃為桃園市政府、國家戲劇院等用地，如今則成為桃園市的文化中心。位於此地的桃園展演中心於2009年12月19日正式啟用，而桃園市立圖書館第二代總館則於2018年11月19日動工，於2023年9月1日啟用， 圖書館總館影城棟的「桃知道威秀影城」於2024年9月23日開幕，京站「 桃園藝文特區Qsquare 」預計2027年底營運。
除了藝文活動之外，桃園藝文特區也以高樓景觀著稱。此地是桃園市的主要商業區之一，特區內有高度100公尺以上的建築物9座，包含全市第一高樓中悅一品，為全市高樓最密集的區域，這些高樓與附近的建築物共同構成桃園市的天際線。

## 範圍
桃園藝文特區作為地名，可以僅指藝文廣場，也可以包含與藝文廣場共同開發的都市計畫區域：前者僅指桃園展演中心與桃園市立圖書館總館座落的廣場，即中正路、新埔六街、南平路及同德六街之間，面積5.16公頃的區域；後者則是指中正路、新埔六街、南平路及大興西路一段之間，面積15.65公頃的區域。
另外，有時藝文特區一詞也會用來泛指桃園區北部透過都市計畫建造的新興街區，描述範圍比上述兩者更大，但此用法較不正式，也沒有明確的範圍定義。

## 交通

### 公路
- 高速公路系統
  - 49 桃園桃園交流道（南崁交流道）
  - 11 南桃園南桃園交流道

桃園藝文特區大致位於這二個交流道的中間，因此兩者皆為桃園藝文特區的重要聯外交流道。
- ㄧ地方道路系統
  - 中正路：前往桃園市區或南崁。
  - 大興西路：前往台4線或南桃園交流道。
  - 經國路：前往台4線或桃園交流道（南崁交流道）

### 鐵路
桃園捷運
- 綠線（興建中）：中正大興站 - 藝文特區站

## 街景

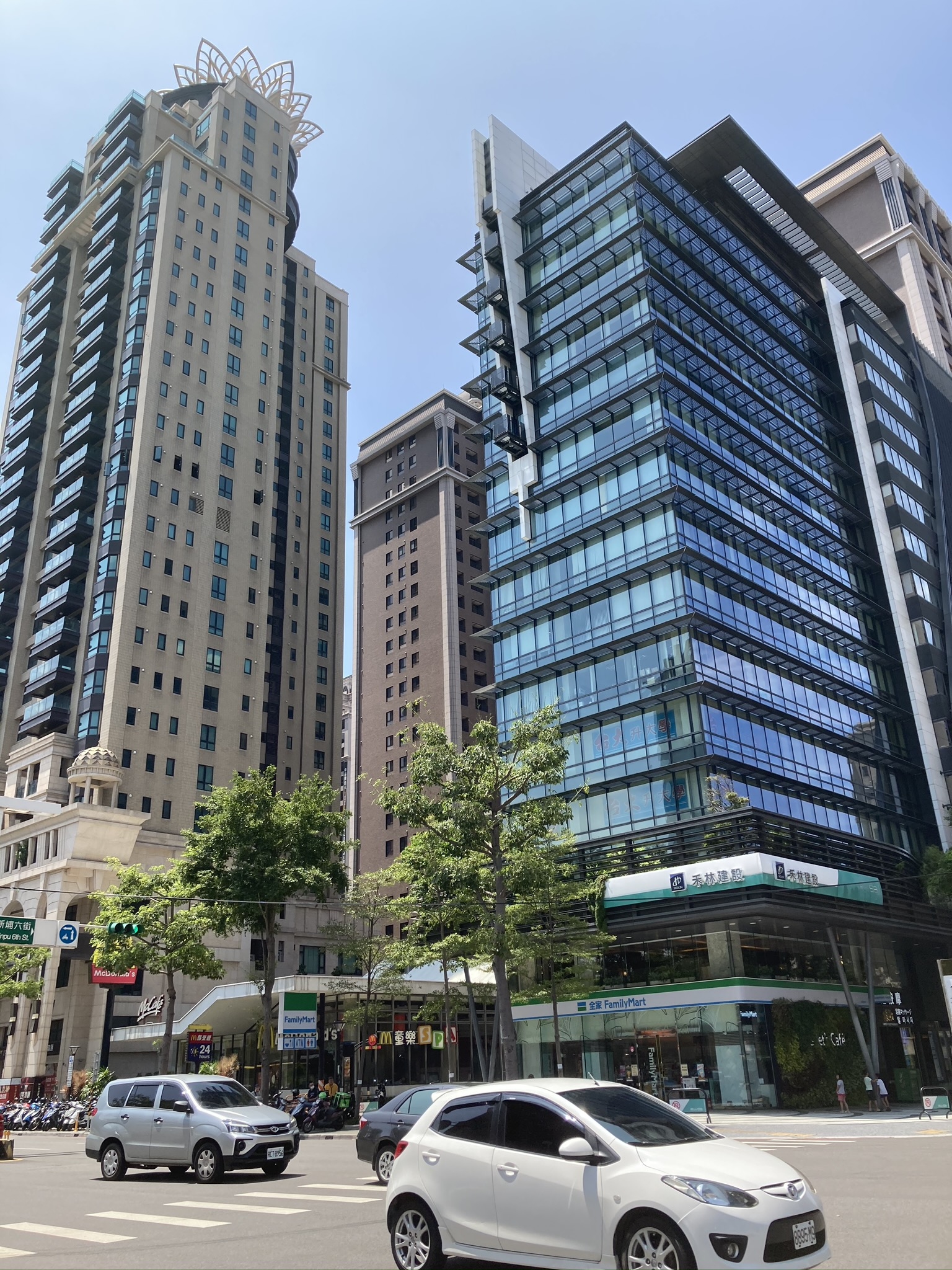
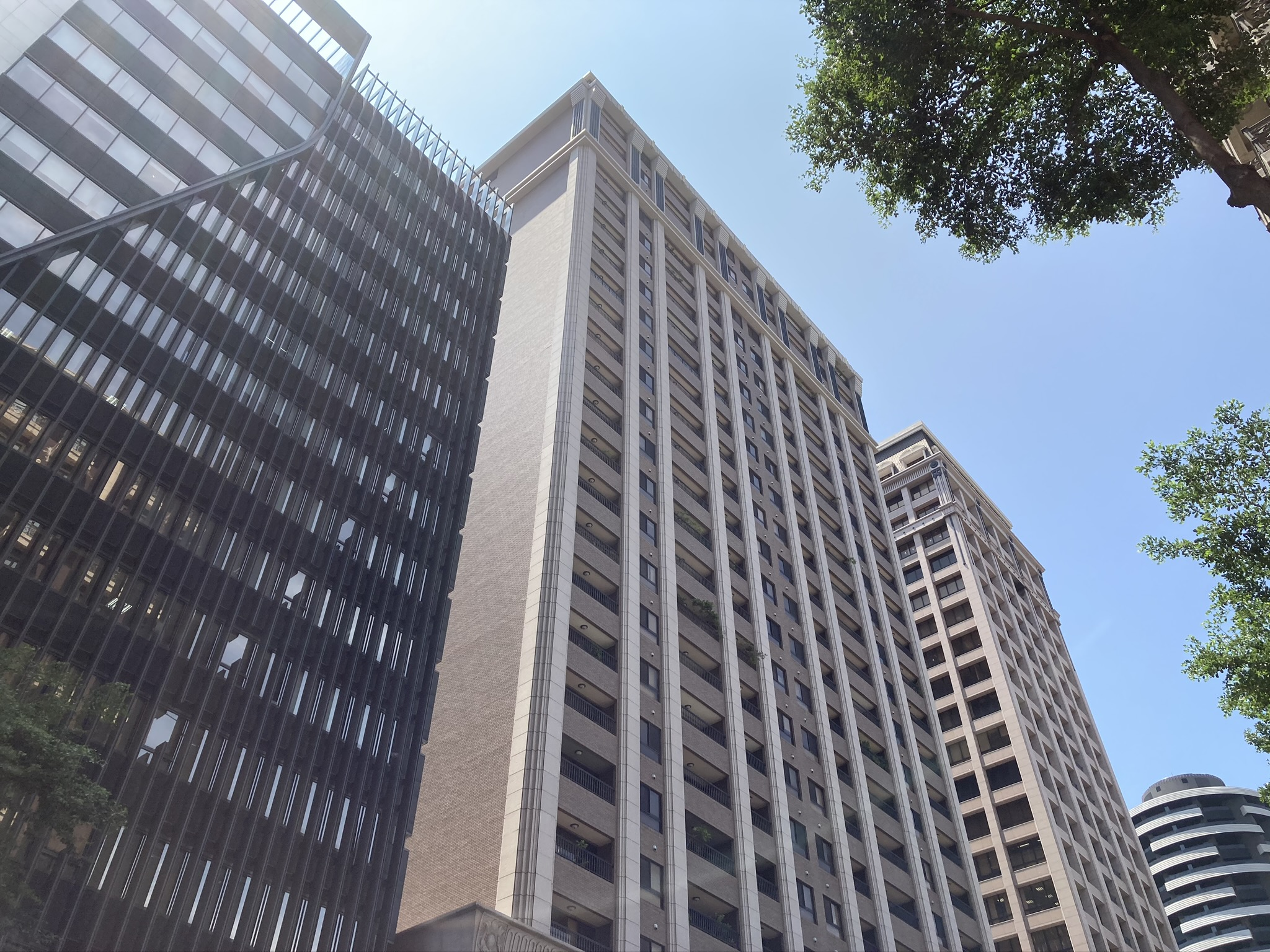
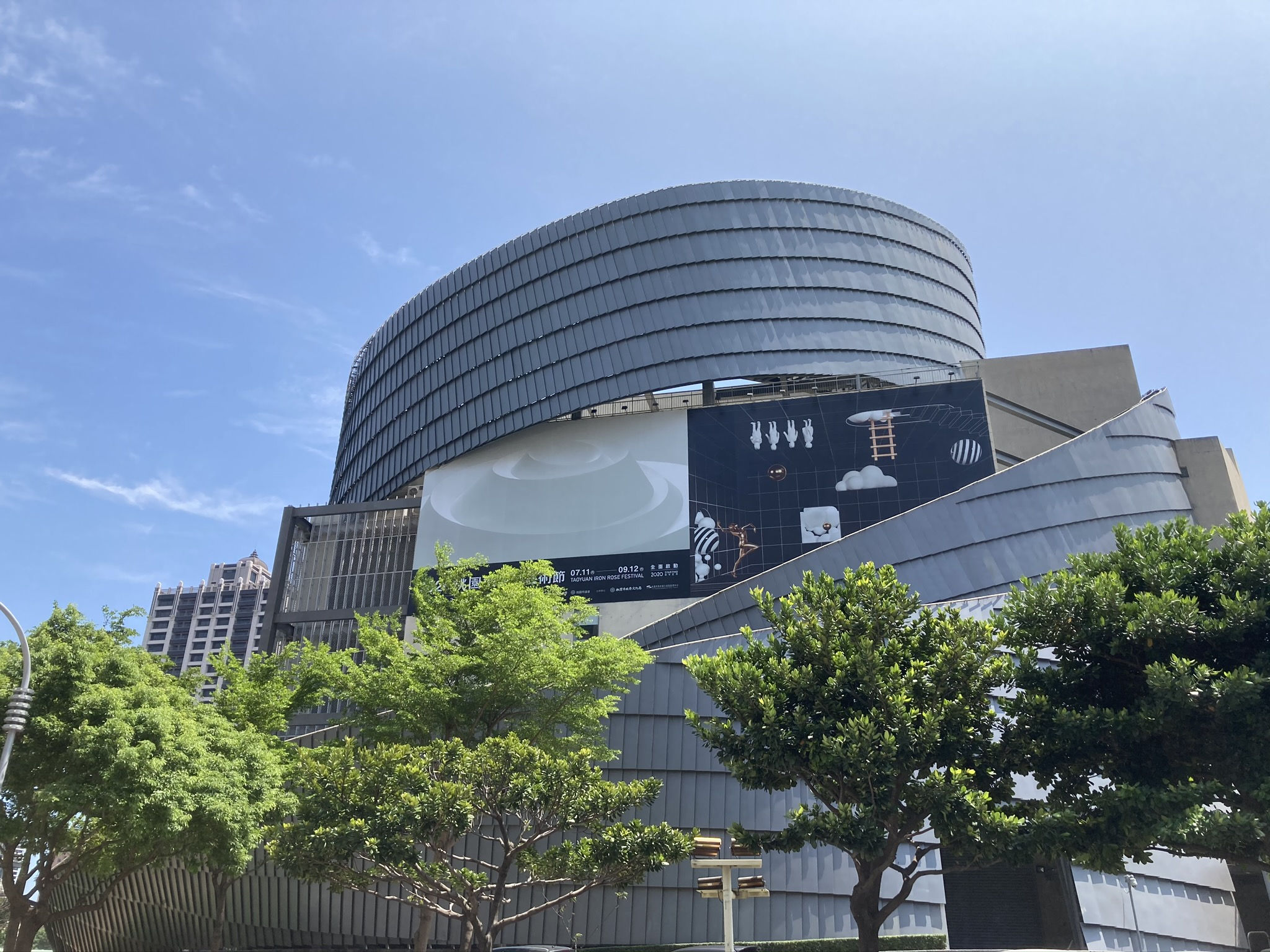
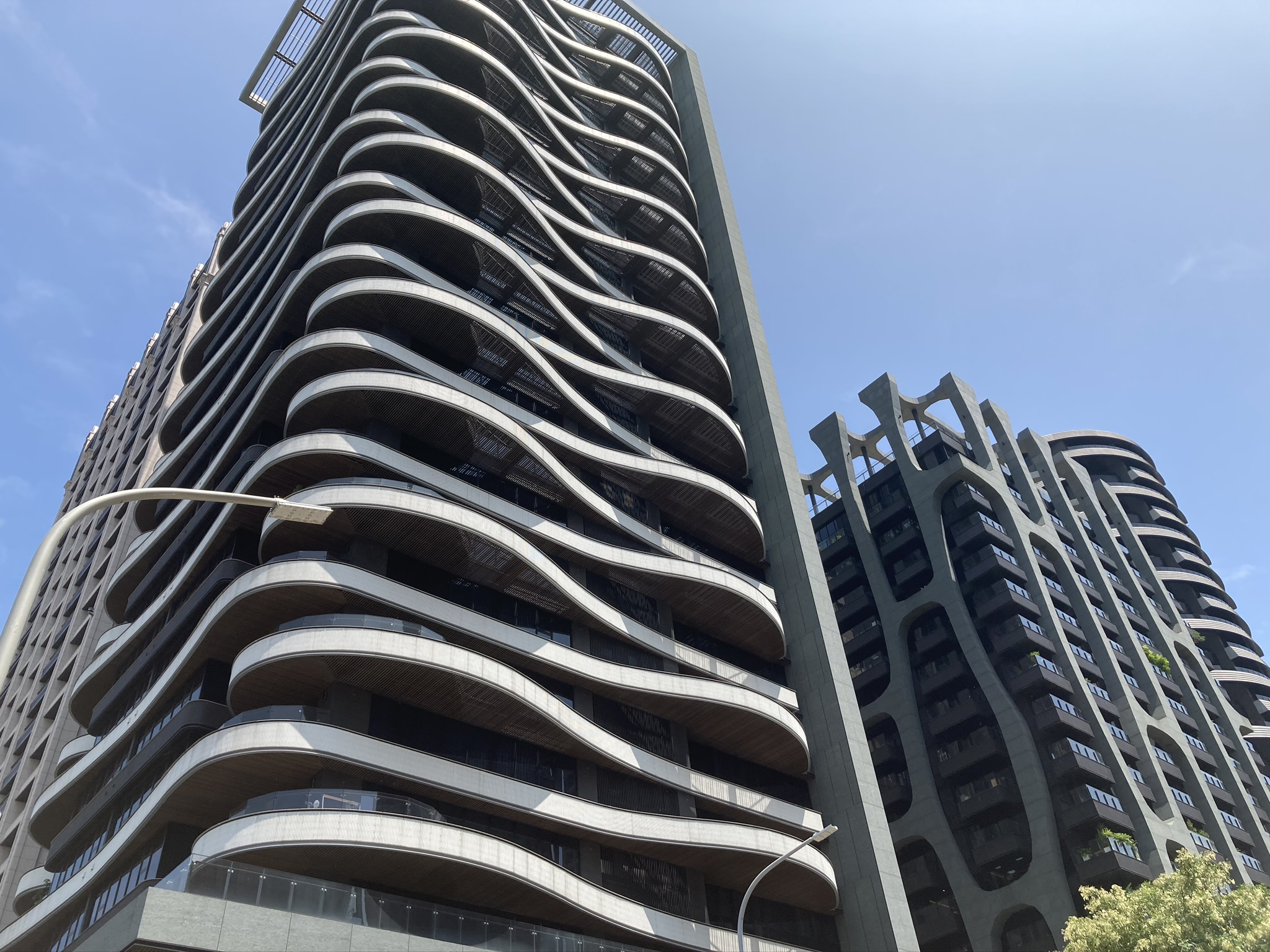
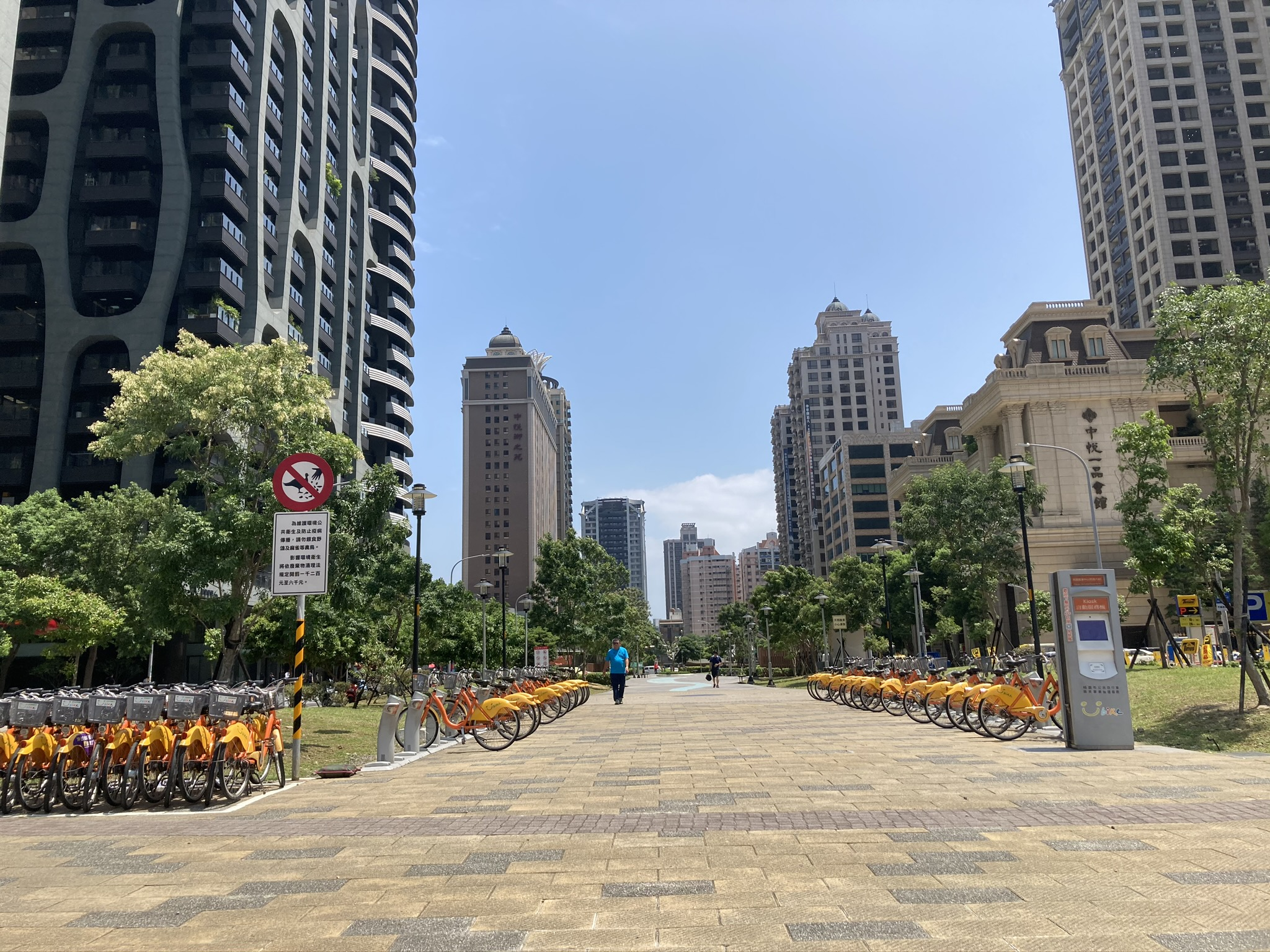
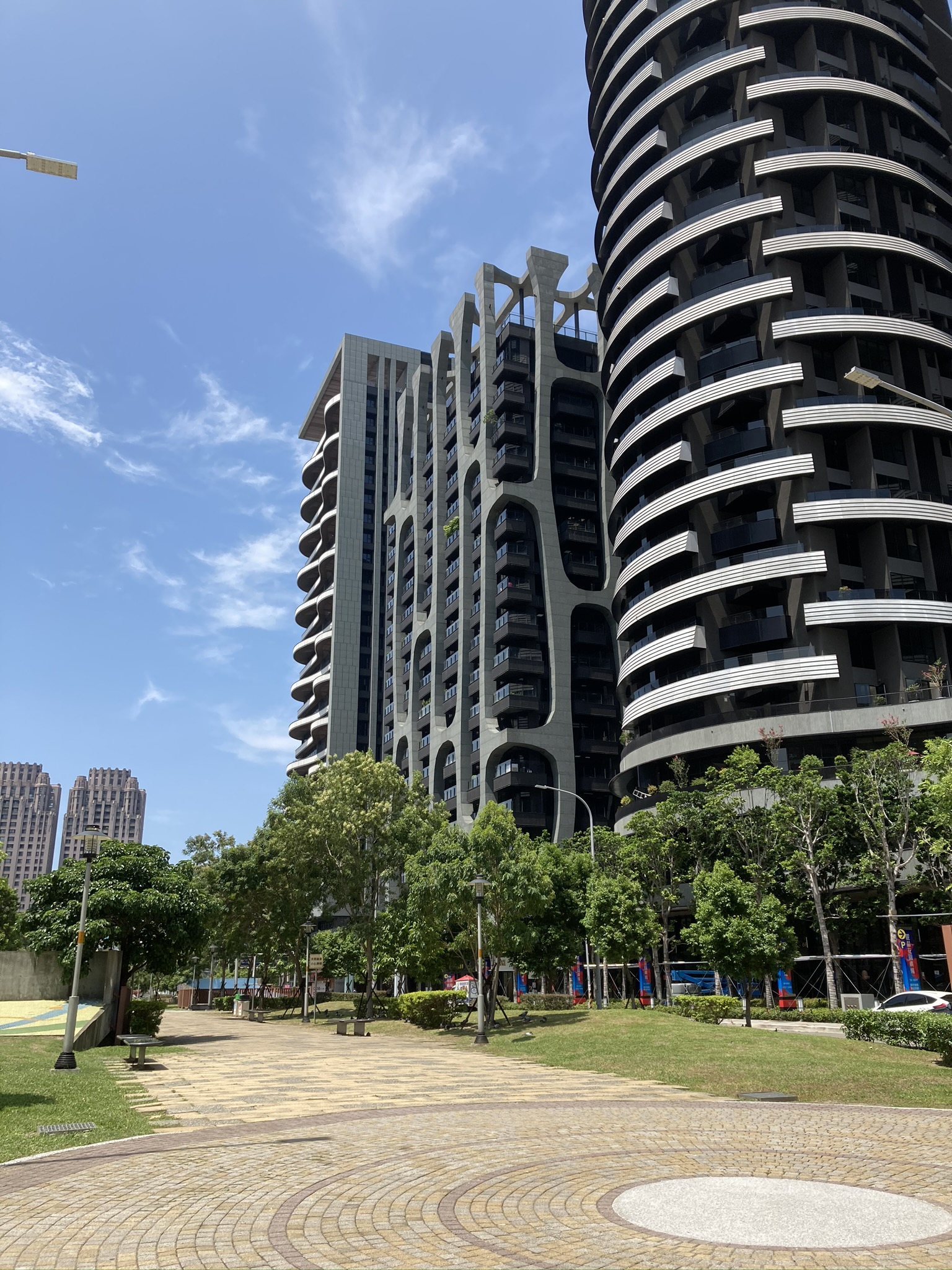
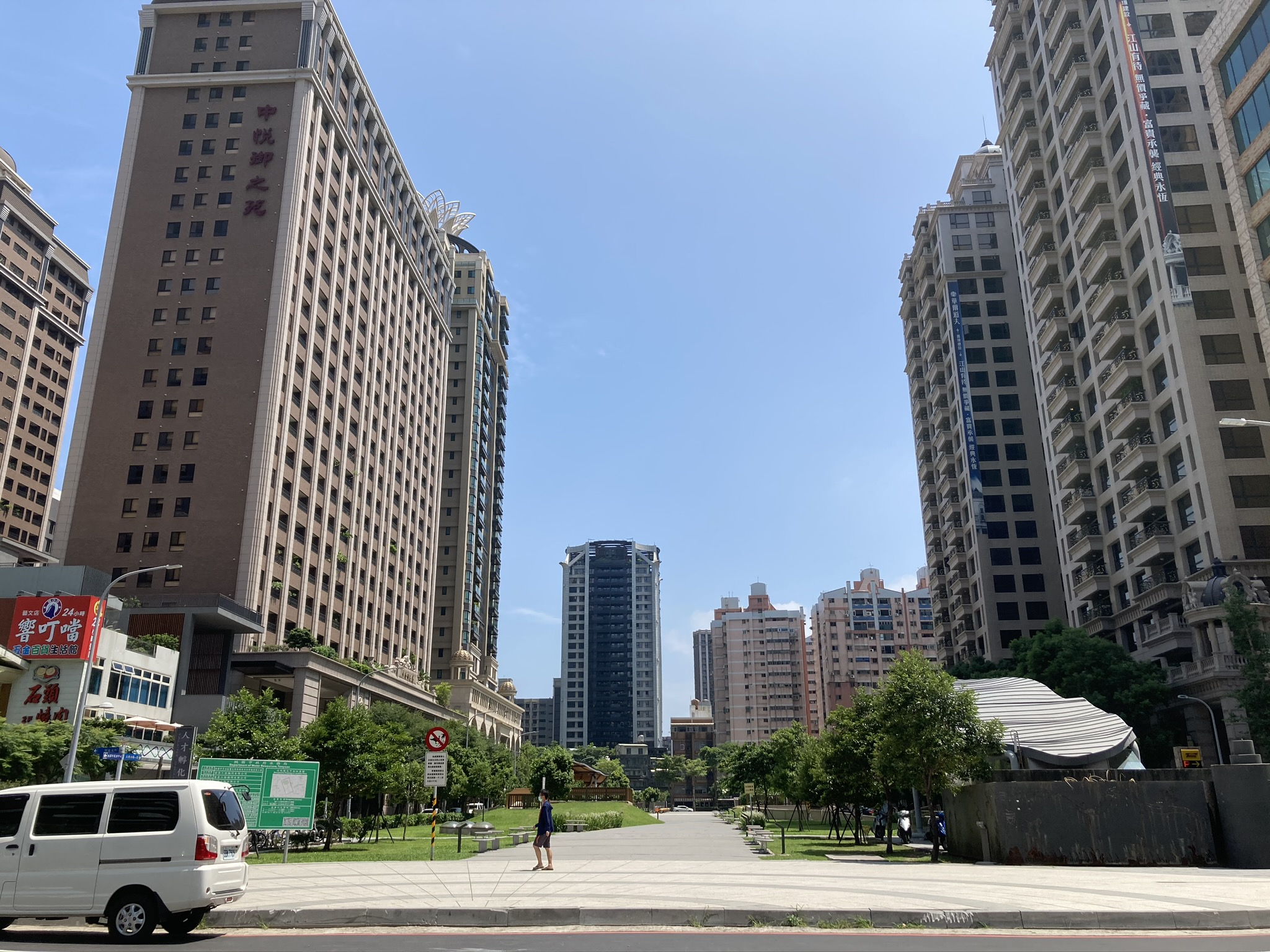

## 教育

### 國民中學
- 桃園市立同德國民中學
- 桃園市立慈文國民中學
- 桃園市立經國國民中學

### 國民小學
- 桃園市桃園區同安國民小學
- 桃園市桃園區同德國民小學
- 桃園市桃園區莊敬國民小學
- 桃園市桃園區永順國民小學
- 桃園市桃園區慈文國民小學

### 圖書館
- 桃園市立圖書館總館
- 桃園市立圖書館埔子分館

## 醫療體系

### 大型醫院
| 名稱                 | 醫療劃分 | 地址                    | 電話         |
| -------------------- | -------- | ----------------------- | ------------ |
| 敏盛綜合醫院經國院區 | 區域醫院 | 桃園市桃園區經國路168號 | (03)317-9599 |

### 診所
- 親子家醫科診所
- 大順診所
- 桃園良視眼科診所[6]
- 鋒禾診所[7]
- 胡錕杰診所[8]
- 欣欣診所
- 聖德診所
- 張超翔皮膚科診所
- 欣欣診所